# La Roche-sur-le-Buis
La Roche-sur-le-Buis är en kommun i departementet Drôme i regionen Auvergne-Rhône-Alpes i sydöstra Frankrike. Kommunen ligger i kantonen Buis-les-Baronnies som tillhör arrondissementet Nyons. År 2022 hade La Roche-sur-le-Buis 288 invånare.

## Befolkningsutveckling
Antalet invånare i kommunen La Roche-sur-le-Buis
Referens:INSEE